# Ted Simões
Ted Marcos Bento Simões (Votorantim, 3 de março de 1980), conhecido como Ted Simões, foi um jogador profissional de basquetebol brasileiro. Aposentou em 2019, após temporada defendendo o São Paulo na Liga Ouro, ano que a equipe obteve acesso ao Novo Basquete Brasil (NBB).

## Carreira
Iniciou a prática da modalidade aos 13 anos no Esporte Clube Pinheiros, atuando em diversas equipes brasileiras.

### Histórico
Foi Campeão Sul-Americano Cadete (CBB), bi Campeão Paulista Sub-16, Campeão Estadual Sub-16, Campeão Carioca Adulto  (Flamengo - 2005), Campeão Paranaense (Campo Mourão - 2012), Campeão Sul Brasileiro de Clubes  (Campo Mourão - 2012) e Campeão da Copa Brasil Sul  (campo Mourão - 2013).
No Novo Basquete Brasil (NBB), foi 4º colocado na temporada 2013/2014 (Mogi das Cruzes/Helbor), sendo escolhido "O Dono da Bola" das Oitavas de Final . Em 2016, foi vice-campeão da Liga Ouro de basquete.
Em sua carreira, passou pelos seguintes clubes
- Esporte Clube Pinheiros (SP)
- 22 de Agosto de Araraquara (SP)
- Sociedade Esportiva Palmeiras (SP)
- Casa Branca (SP)
- Santos (SP)
- Tijuca (RJ)
- São Caetano (SP)
- Assis (SP)
- Clube de Regatas do Flamengo (RJ)
- Americana (SP)
- Rio Claro (SP)
- São José do Rio Preto (SP)
- Clube Campineiro de Regatas e Natação (SP)
- Campo Mourão Basquete (PR)
- Mogi das Cruzes (SP)
- Liga Sorocabana de Basquete (SP)
- São Paulo Futebol Clube (SP)